# Margitligeti-kőfülke
A Margitligeti-kőfülke a Duna–Ipoly Nemzeti Park területén lévő Pilis hegységben, az Oszolyon található egyik barlang.

## Leírás
Pomáz külterületén, Csobánkához közel, az Oszolyon, a Margitliget felett található kisebb, Pomáz felé elhelyezkedő sziklacsoport alján helyezkedik el a barlang. A Margitligeti-odú bejárata előtt lévő ösvényről letérve, enyhén lefelé elindulva a hegyoldalban Pomáz irányába, kb. 100 m-t megtéve el lehet jutni ahhoz a sziklabordához, melynek K-i oldalán van a barlang bejárata. A 2 m hosszú és 1,5 m magas kőfülke felső triász dachsteini mészkőben réteglap menti oldás hatására jött létre. A majdnem teljesen érintetlen barlang aránylag tág bejáratából a teljes barlang jól áttekinthető. Engedély és felszerelés nélkül megtekinthető.

## Kutatástörténet
Az 1967-ben napvilágot látott Pilis útikalauz című könyvben meg van említve, hogy az Oszoly Csobánkára néző, Ny-i oldalán, az erdővel körülvett mészkősziklák között több jelentéktelen üreg található. Az 1974-ben megjelent Pilis útikalauz című könyvben, a Pilis hegység és a Visegrádi-hegység barlangjainak jegyzékében (19–20. old.) meg van említve, hogy a Pilis hegység és a Visegrádi-hegység barlangjai között vannak az Oszoly barlangjai. A Pilis hegység barlangjait leíró rész szerint a Csobánka felett emelkedő Oszoly sziklái között másféltucat kis barlang van. Ezeket a Szpeleológia Barlangkutató Csoport térképezte fel és kutatta át rendszeresen. E kis barlangok többsége nem nagyon látványos, de meg kell említeni őket, mert a turisták, különösen a sziklamászók által rendszeresen felkeresett Oszoly sziklafalaiban, valamint azok közelében némelyikük kitűnő bivakolási lehetőséget nyújt.
Az 1991-ben megjelent útikalauzban meg van ismételve az 1974-es útikalauzban lévő leírás, amely az Oszoly barlangjait általánosan ismerteti. Az 1996. évi barlangnapi túrakalauzban meg van ismételve az 1991-ben kiadott útikalauzban található leírás, amely az Oszoly barlangjait általánosan ismerteti. 1997. május 23-án Regős József mérte fel a barlangot és a felmérés alapján 1997. május 24-én Kraus Sándor rajzolt alaprajz térképet keresztmetszettel.
1997. május 31-én Kraus Sándor rajzolt helyszínrajzot, amelyen a Margit-ligeti-szirt barlangjainak földrajzi elhelyezkedése van ábrázolva. A helyszínrajz egy 1997. május 29-ei bejáráson alapul. A helyszínrajzon látható a Kőfülke névvel jelölt barlang földrajzi elhelyezkedése. Kraus Sándor 1997. évi beszámolójában az olvasható, hogy az 1997 előtt ismeretlen Margitligeti-kőfülkének 1997-ben készült el a térképe. A jelentésbe bekerült az 1997-es helyszínrajz. A 2005-ben megjelent Magyar hegyisport és turista enciklopédia című könyvben meg van említve, hogy az Oszoly erdejében elszórtan sziklatömbök és kis barlangnyílások váltogatják egymást.